# Jon Munch-Petersen
Jon Julius Munch-Petersen (født 20. oktober 1873 i København, død 20. februar 1939 sammesteds) var en dansk ingeniør, søn af Julius Petersen og bror til Hans Munch-Petersen.
Efter at være blevet student 1891 fra Mariboes Skole og polyteknisk kandidat i ingeniørfagene 1897 gik han en kort tid i smedelære, men ansattes så (1897) i Statens Vandbygningsvæsen, hvor han forblev til 1919 (fra 1913 som "Ingeniør af 2. Grad"). Hans virksomhed i denne periode faldt først forskellige steder på Vestkysten (Ringkøbing Fjord, Esbjerg, Thyborøn); 1899-1900 havde han (med permission fra Vandbygningsvæsenet) ansættelse ved Hamborgs havnevæsen, og fra 1905 knyttedes han til Vandbygningsdirektoratet i København, hvor han til sidst (fra 1913) fungerede som statens tilsynsførende ved de bornholmske havne og blandt andet havde lejlighed til at lede et betydeligt rekonstruktionsarbejde (efter stormflodsbeskadigelse) på de fleste af dem.
I denne periode falder foruden Hamborg-opholdet forskeller studierejser, navnlig til havnene langs Nord- og Østersøkysterne og til Nordamerika, og ligeledes en del privat ingeniørvirksomhed; særlig nævnes projektering og udførelse af Rødby Havn med det hertil knyttede byanlæg, — og i forbindelse hermed et interesseret arbejde for Rødby-Femern-ruten —, og senere Rønne havns udvidelse. Til diskussionen om Hvide Sande-sagen (udløbet fra Ringkøbing Fjord) har han givet væsentlige bidrag, ud fra sin særlige betragtning af problemerne om kystsikring og materialvandring langs kysterne, hvorom der foreligger afhandlinger af ham i Ingeniøren (1915-16), i forhandlingerne på den baltiske ingeniørkongres i Malmø (1916), Fysisk Tidsskrift (1917-18) med flere; også spørgsmålet om Møns Klints bevarelse har haft hans interesse, idet han 1906 (sammen med senere professor Palle Bruun) modtog 1. pris for et dertil udarbejdet forslag. Allerede 1911 knyttedes han til Polyteknisk Læreanstalt som hjælpedocent i vandbygningsfagene (1916 docent), og efter at han her i adskillige år havde arbejdet for indførelse af en særlig undervisning i kulturteknik, udnævntes han 1919 til professor i vandbygning med nævnte fag som hovedopgave; hans arbejde har siden navnlig koncentreret sig om at organisere denne ny Undervisning, samtidig med at han praktisk har beskæftiget sig med kulturtekniske opgaver (udtørring af Rødby Fjord med mere). Ved siden heraf blev der endnu på forskellig måde lagt beslag på hans arbejdskraft i kommissioner og faglige foreninger (1910-19 medlem af Dansk Ingeniørforenings bestyrelse, 1912-23 formand for sektionen for vej-, vand- og jernbanebygning, der var stiftet på hans initiativ, fra 1913 medlem af Vandafledningskommissionen med flere).
1922 blev han medlem af Kungliga Fysiografiska Sällskapet i Lund og korresponderende medlem af Nordische Gesellschaft i Lübeck, 1931 Danmarks kurator for de baltiske staters hydrologiske konferencer og 1935 medlem af komiteen for Union Géodesique et Géophysique Internationale, valgt af Videnskabernes Selskab. 1937 blev han medlem af det samme år stiftede Akademi for de Tekniske Videnskaber. Han blev Ridder af Dannebrog 1925 og Dannebrogsmand 1931.
Med særlig interesse, hvortil også hans giftermål (1911) med lektor Valfrid Palmgren har bidraget, virkede han for nærmere samarbejde mellem danske og svenske ingeniører. I ægteskabet fødtes flere sønner, heriblandt Gustaf Munch-Petersen.
I 1963 modtog han Ellen og Niels Bjerrums Kemikerpris.
Han er begravet på Vestre Kirkegård.